# مهدی رحیم‌زاده
مهدی رحیم‌زاده متولد بخش خمام از شهرستان رشت از استان گیلان ایران است. وی سابقه بازی در تیم فوتبال ملوان بندر انزلی را در کارنامه خود دارد و هم‌اکنون در تیم فوتبال داماش گیلان در لیگ یک فوتبال ایران در پست دروازه‌بان بازی می‌کند. 